# Ubaldo Righetti
Ubaldo Righetti (født 1. marts 1963 i Sermoneta, Italien) er en italiensk tidligere fodboldspiller (forsvarer). 
Righetti tilbragte hele sin karriere i hjemlandet, hvor han blandt andet var tilknyttet Roma i syv sæsoner. Han vandt både et italiensk mesterskab og tre Coppa Italia-titler med klubben. Han spillede desuden otte kampe for det italienske landshold.

## Titler
Serie A
- 1983 med Roma

Coppa Italia
- 1981, 1984 og 1986 med Roma